# C'est Comme Ça
"C'est Comme Ça" é uma canção da banda de rock estadunidense Paramore, lançada como o terceiro single oficial de seu sexto álbum de estúdio This Is Why (2023) em 8 de janeiro de 2023. Foi composta pelos membros da banda Hayley Williams, Taylor York, e Zac Farro, e sendo produzida por Carlos de la Garza.

## Antecedentes e composição
O lançamento da faixa foi antecipada pela publicação de um teaser misterioso nas redes sociais do grupo no dia 9 de janeiro de 2023, com as iniciais "ccc" (sigla do título da canção).
Após seu lançamento em 12 de janeiro, Hayley Williams mencinou que a inspiração para a canção veioo a partir do gênero dance-punk e em grupos musicais como Yard Act e Dry Cleaning: "Estou tentando me tornar menos viciada numa narrativa de sobrevivência. A ideia de destruição iminente é menos catastrófica para mim do que nada saber sobre o futuro ou meu papel nele. Os meninos e eu estamos em uma situação mais estável do que nunca em nossas vidas. E isso de alguma forma torna mais difícil para se ajustar".

## Recepção da crítica
A canção foi chamada de "caótica" e "enérgica" pelos críticos contemporâneos, com alguns notando inspiração por artistas como Franz Ferdinand e The Strokes. Ewan Gleadow da Cult Following, que chamou a faixa de "uma homenagem ao indie rock dos anos 2000", no entanto, o julgou menos inspirador e original do que os dois singles anteriores.

## Créditos
- Hayley Williams – vocais, vocais de apoio, composição
- Taylor York – guitarra, composição
- Zac Farro – bateria, percussão, composição

## Desempenho nas tabelas musicais
| Tabela (2023)                                           | Melhor posição |
| ------------------------------------------------------- | -------------- |
| Estados Unidos (Billboard Hot Rock & Alternative Songs) | 37             |